# Buková (kraj ołomuniecki)
Buková – gmina w Czechach, w powiecie Prościejów, w kraju ołomunieckim. Według danych z dnia 1 stycznia 2012 liczyła 319 mieszkańców.
Zobacz też:
- Buková